# Polair front
Het polaire front is het grensvlak tussen de luchtsoorten polaire lucht (PL) en tropische lucht (TL). Door de grote temperatuursverschillen tussen de warme en koude massa is dit het belangrijkste geografische front. In tegenstelling tot het arctische front en het subtropische front reikt het van het oppervlak tot de tropopauze.
Volgens de theorie van de Noorse School ontwikkelen zich depressies uit instabiele golven in het polaire front, wat daarmee een belangrijke bron van storingen is. Parallel aan het front is een westelijke hoogtestroming te vinden die toe kan nemen tot polaire straalstroom.